# Кортес, Сантьяго
Сантья́го Корте́с Ме́ндес (исп. Santiago Cortés Méndez; 19 января 1945, Сан-Сальвадор — 25 июля 2011, Лос-Анджелес, Калифорния) — сальвадорский футболист, игравший на позиции защитника; участник чемпионата мира 1970 года.

## Биография

### Клубная карьера
Кортес всю игровую карьеру играл за «Атлетико Марте», в составе которого суммарно отыграл 12 сезонов. В составе этой команды Кортес в 1969 и 1970 году становился чемпионом страны.
В этом же клубе Кортес завершил игровую карьеру в 1973 году в возрасте 28 лет.

### Карьера в сборной
В составе сборной Сальвадора Кортес играл на чемпионате мира 1970 года, где принимал участие в матчах группового этапа со сборными Бельгии (0:3) и сборной Мексики (0:4).

### Смерть
Скончался 25 июля 2011 года в Лос-Анджелесе в возрасте 66 лет от рака головного мозга, от которого проходил лечение последние месяцы жизни.

## Достижения
«Атлетико Марте»
- Чемпион Сальвадора (2) : 1968/69, 1970